# Qahtanita

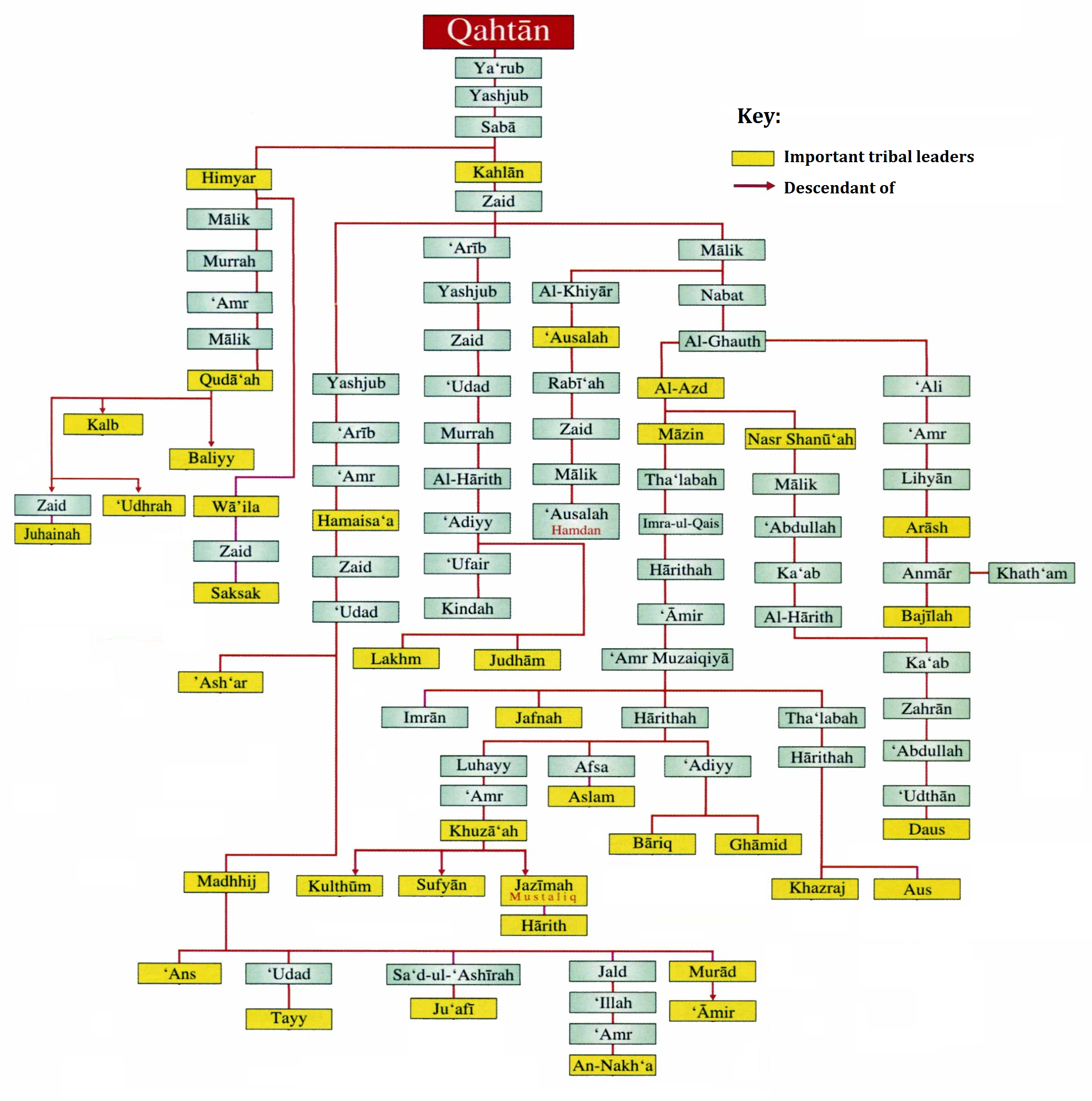
Árbol genealógico de los Qahtanitas, en inglés.

Los términos qahtanita y qahtaní (en árabe: قحطان‎ Qaḥṭān) se refieren a los pueblos semíticos que, o bien se originaron en, o bien reclaman su descendencia genealógica de, la extensión sur de la península arábiga, especialmente de Yemen, por lo que también se denominan yamanitas o yemeníes.
El grupo rival de los qahtaníes se conoce como Adnanitas (o también Ma'add o Nizar).
Los qahtaníes se dividen en los dos subgrupos de Himyar y Kahlan, denominándose a los de la rama Himyar como Himyaritas y a los de la rama Kahlan como Kahlaníes.

## Orígenes
La tradición árabe mantiene que una figura ancestral semi-legendaria denominado Qahtan y sus 24 hijos, son los progenitores de los habitantes del sur de la península arábiga conocidos como qahtaníes.
Los primeros historiadores islámicos identifican Qahtan con Yoqtan (Joctán), hijo de Eber de la Biblia hebrea (Gén. 10:25-29).
Los qahtaníes se dividen en los dos subgrupos de Himyar y Kahlan, que representan a los árabes asentados al sur y a sus parientes nómada. La división Kahlan de los Qahtanitas consiste en 4 subgrupos: Ta' o Tayy, el grupo Azd que invadió Omán, el grupo Amila-Judham de Palestina y el grupo Hamdan-Madhhij, que en su mayoría permanecen en Yemen.
La rama Kahlan incluye las siguientes tribus: Azd (Aus y Jazrach, Bárik, Ghassan, Khuza'a y Daws), Hamdan, Khath'am, Bajilah, Madhhij, Murad, Zubaid y Nakh'a, Ash'ar, Lakhm y Kindah.
```
                                      KAHTAN.
                                         |
                    .--------------------+-------------------.
                    |                                        |
                  [[Yarab]].                                 [[Hazaramaut]].
                    |                                        *
                 Yoshjab.                                    *
                    |                                      Sadif.
                  Saba.
                    |
            .-----------------------------.
            |                             |
          [[Himyar]].                       [[Kahlan]].
            *                             |
            *           .-----------------+----------.
          Kozaa.        |                            |
            |         Rabia.                        Zeid.
          Al-Hafi.      *                            |
            |           *                         .-----------------------.
            |        [[Hamdaan]].                 |                       |
            |                                   Abad.                     *
      .-----+-----+----------.                    *                       *
      |           |          |                    *                    Ghous.
    Aslom.       Amran.      Amr.                 |                       |
      *           *           |            .------+--+-----+------.       |
      *           *     .-----+-----.      |         |     |      |       |
     Zeid.        |     |     |     |   Murrah.  Muzhij.  Tay.  Ash-ar.   |
      |   .-------+.  Bahra.  *   Bali.    |         |     |              |
      |   |        |          *        .---+---.     |  .--+-----.        |
      |  Jarm.   Taghlib.   Mahra.     |       |     |  |        |        |
      |            |                  Adi.  Khaulan. | Ghous.  Kharija.   |
      |          Vabra.                |             |           |        |
      |            |           .--------------.      |         Jadila.    |
      |    .---------.         |       |      |      |                    |
      |    |         |       Lakhm.  Ofeir.  Juzam.  |                    |
      |  Kalb.    Khoshain.    |       |        .------+------.           |
      |    |                  Dar.   Kinda.     |      |      |           |
      |  Taym Allat.                   |       Ans.  Illah.   |           |
      |                              Sukun.     |      |      |           |
  .---+-------+-----.                         Morad.   |  Saad-ul-Ashira  |
  |           |     |                                  |        |         |
  Joheina.  Saad.  Nohd.               .------------------.    Jufi.      |
              |                        |                  |               |
            Ozra.                     Harb.              Amr.             |
                                       |                  |               |
                                .----------.            Nakha.            |
                                |          |                              |
                              Raha.       Sada.   .-----------------------.
                                                  |
                                       .----------+----------.
                                       |                     |
                                      [[Azd]].                 Anmar.
                                       |                     |
                       .---------------+---.          .------+-+-------.
                       |                   |          |        |       |
                     Mazin.             Shahnvah.  Khas-am.  Ghous.  Ghafiq.
                       |                    |           |        |
      .----------+----------.       .-------+-------.  Bajila.  Ahmas.
      |          |          |       |       |       |
    Saalba.   Harisa.       |     Samala.  [[Banu Daws|Doos]].  Haddan.
      |          |        Jafna.
   .--+----.     |   ([[Ghassanids|The Ghassinides]]).
   |       |     |
  [[Banu Aus|Aws]].  [[Banu Khuza'a|Khazraj]]. |
                 |
           .-----+---+----------.
           |         |          |
          Adi.     Afsa.      Lohay.
           |         |          |
         [[Bariq]].    Aslam.      [[Banu Khuza'a|Khuza'a]].
                     |          |
                  Salaman.   Mustalik.

```